# Somos (serie de televisión argentina)
Somos es una serie web de drama romántico antológica argentina emitida por YouTube. Narra la historia de diferentes vínculos de pareja, amistades y compañeros de trabajo, que se ponen a prueba a partir de una situación crítica. Está protagonizada por un elenco rotativo. La serie se estrenó el 4 de diciembre de 2024 a través del canal de transmisión en vivo Luzu TV.

## Sinopsis
La premisa principal de cada una de los episodios se basa en historias de vínculos humanos en sus múltiples formas, que van desde un encuentro romántico en vacaciones, una tensa charla entre amigas, una crisis de pareja, una sesión en terapia y una situación de acoso laboral.

## Elenco
- Candela Vetrano como Julia McKenzie (Episodio 1)
- Victorio D'Alessandro como Martín (Episodio 1)
- Carla Pandolfi como Carolina (Episodio 2)
- María Figueras como Emilia (Episodio 2)
- Sofía González Gil como Marina (Episodio 3)
- Miguel Ferrería como Sebastián (Episodio 3)
- Magela Zanotta como Victoria (Episodio 4)
- Héctor Díaz como Pablo (Episodio 4)
- Rafael Ferro como Nicolás (Episodio 5)
- Marina Bellati como Florencia (Episodio 5)
- Diego Gentile como Terapeuta (Episodio 5)
- Candelaria Molfese como Ana (Episodio 6)
- Martín Slipak como Diego (Episodio 6)

## Episodios
| N.º | Título                 | Dirigido por     | Escrito por  | Fecha de lanzamiento original |
| --- | ---------------------- | ---------------- | ------------ | ----------------------------- |
| 1   | «Tres días al año»     | Rocío Blanco     | Rocío Blanco | 4 de diciembre de 2024        |
| 2   | «15 minutos de cardio» | Agustina Levati  | —            | 9 de diciembre de 2024        |
| 3   | «Escorpio»             | Julieta Otero    | —            | 11 de diciembre de 2024       |
| 4   | «Victoria»             | Agustina Gatto   | —            | 16 de diciembre de 2024       |
| 5   | «Simón»                | Mercedes Scápola | —            | 18 de diciembre de 2024       |
| 6   | «El contrato»          | Pedro Levati     | —            | 20 de diciembre de 2024       |

## Producción
La serie fue creada de manera colectiva por cada uno de los directores de los diferentes episodios y recibió el financiamiento de la productora argentina Flixxo comandada por Adrián Garelik como productor general y Mariano Pozzi como productor ejecutivo. Las historias de los episodios fueron desarrolladas a partir de distintas obras de teatro de corta duración que fueron llevadas a cabo en el espacio de Microteatro en Palermo. El rodaje de la serie se llevó a cabo en un periodo de tres meses, iniciando en abril de 2023 y finalizó en junio de ese mismo año, teniendo como locaciones las provincias de Nequén y Buenos Aires.
En diciembre de 2023, Flixxo presentó la serie en el evento Conecta Fiction & Entertainment con la finalidad de encontrar una plataforma de video bajo demanda que estrene y albergue al proyecto. Finalmente en noviembre de 2024, se anunció que la serie fue adquirida por Luzu TV para estrenarla en su canal de YouTube el 4 de diciembre de ese mismo año.